# Блинков, Константин Георгиевич
Константин Георгиевич Блинков (9 (21) сентября 1896, Москва — 1947, Хабаровский край) — российский, советский футболист, тренер. Заслуженный мастер спорта СССР (1936).

## Биография
Выступал за команды ЗКС Москва (1916—1922), «Моссовет» (1923), «Красная Пресня» (1924—1925), Динамо (Москва) (1926—1929, в 1926—1927 капитан команды), «Серп и Молот» (1929—1930).
Один из самых техничных футболистов своего времени, обладал набором оригинальных финтов, сильно и точно бил по воротам, часто использовал удар с носка, впервые ввел пас пяткой.
Играл в сборных Москвы (1918-28), РСФСР (1925-26), СССР (1926).
В составе сб. СССР участник неофициальных матчей с рабочими командами Германии, Латвии, Финляндии.
В «44-х» (журнал «ФиС») — № 2 (1928).
Гл. тренер «Металлурга» — 1936 (по июль). Работал зам.начальника финансово-плановго отдела завода «Серп и Молот».

### Семья
- Блинков, Владимир Георгиевич — брат
- Блинков, Всеволод Константинович — сын
- Фёдорова Валентина Константиновна — дочь
- Блинкова, Юлия Николаевна — невестка
- Блинков, Алексей Всеволодович — внук

## Достижения
Москва
- Чемпион РСФСР (3): 1920, 1923, 1927.

ЗКС
- Чемпион Москвы (6): 1916, 1918 (в, о), 1919 (в), 1920 (в), 1922 (о).

Красная Пресня
- Чемпион Москвы (1): 1924 (в).

Динамо (Москва)
- Чемпион Москвы (2): 1926, 1928.